# あかね葵
あかね 葵（あかね あおい、1997年2月5日 - ）は、京都府出身の元AV女優。ジャパントータルプロモーション所属。

## 略歴・人物
2016年7月、アリスJAPANの専属女優としてAVデビュー。
AV女優となったきっかけは、元々AV好きだったことから自ら事務所に応募、一番好きな女優は北川瞳としている。AVデビュー前は、グラビアや着エロなどの活動をしていた。
趣味はDVD鑑賞、特技はピアノ・テニス。
2017年4月より風俗情報サイト・アンダーナビのカバーガールとなる。
2017年6月30日、アイドルグループ「SEXY-J」に新メンバーとして加入。

## 出演作品

### アダルトDVD
2016年
- はじめまして…AVデビューします、あかね葵です。（7月13日、アリスJAPAN）
- 5つの初体験でいっぱい気持ちよくなっちゃいました…。（8月13日、アリスJAPAN）
- とろけるほど感じてる、甘くいやらしい接吻セックス（9月13日、アリスJAPAN）
- このあと無茶苦茶、女尻。 〜あかね葵がどエロいピチピチ美尻をぜんぶ丸出し〜（10月13日、アリスJAPAN）
- 少女人形 〜二人の義父に犯されて…〜（11月13日、アリスJAPAN）
- あかね葵は日本人の標準乳。 やっぱ、チッパイ宣言! 〜ちょうどいいオッパイお好きですか?〜（12月13日、アリスJAPAN）

2017年
- 僕専用ご奉仕メイド（1月13日、アリスJAPAN）
- 出会って4秒で合体（2月13日、アリスJAPAN）
- 専属女優が神対応! あなたの自宅に突撃訪問。（3月13日、アリスJAPAN）
- マグロ娘危機一髪（4月13日、アリスJAPAN）
- AV女優モニタリング 【徹底検証】 人生初のベロベロで天真爛漫なAVアイドル「あかね葵」が酔っ払うとどこまでエロくなるかっ! とんでもない結果に思わず本人絶句! ※本人談)まったくおぼえていません汗…（5月13日、アリスJAPAN）
- 会員制コスプレ本番サロン 〜ALL 4 SEX〜（6月13日、アリスJAPAN）
- 家庭教師は女子校生 〜小悪魔JKカテキョの痴授業〜（7月13日、アリスJAPAN）
- 濃厚なフェラチオと濃密なSEX（8月13日、アリスJAPAN）
- あかね葵 初ベスト 4時間（9月13日、アリスJAPAN）※単体ベスト
- 夫には言わないで ～後戻りできない義弟との秘め事～（9月22日、オルガ）
- 待ちきれなくて（10月13日、オルガ）
- 君の名字が変わる前に。（12月19日、アタッカーズ）

2018年
- 貞操帯の女 23（4月1日、アタッカーズ）
- 天使に出逢った男（4月13日、アタッカーズ）
- 同居人とケンカし薄着姿で部屋を追い出されてしまった隣の可愛い女の子「ほとぼりが冷めるまで」と僕の部屋にいて貰うことになったが無防備すぎるおっぱいと見えそうな下着に興奮し我慢できず…（4月20日、プレステージ）
- 再婚してできたロリ可愛妹の射精管理オナ禁状態で何度も寸止めされた後に死ぬほど精液を搾られ…（4月20日、プレステージ）
- バーチャルコスプレYouChuber（6月22日、TMA）
- 体操部に入部したら部員がなんと僕1人!! なのに何故かマネージャーは4人いて僕の世話を何からナニまでしてくれる（7月13日、ケイ・エム・プロデュース）
- 教え子と生中出し温泉旅行（8月10日、ケイ・エム・プロデュース）
- 極上ボディで何度も射精させちゃう超淫乱高級デリヘル嬢 2（8月10日、ケイ・エム・プロデュース）

### イメージDVD
- ハックツ美少女 Revolution（2016年5月19日、BAGUS）
- Aoi 茜色の約束（2017年7月20日、REbecca）

## 出演

### テレビ
- EXD44 #4（2016年5月2日、テレビ朝日）
- 湊、今からだべるってよ #4,#5（2016年8月16日,9月18日、エンタ!959）
- ビ〜チ9（2017年6月、テレビ埼玉） - マンスリーゲスト

### 映画
- 神ってる快感　絶頂うねりびらき（2017年9月15日、オーピー映画） - 星茜 役[5]

## 書籍・その他

### ムック本
- M覚醒!! 清楚妻 闇の肉宴（2018年7月11日、マイウェイ出版） ISBN 978-4865119602

### 雑誌
- 週刊プレイボーイ 2016年4月18日号（集英社）
- DMM 2016年09月号（2016年7月22日、ジーオーティー）
- ベストDVDスーパーライブ 2016年10月号（2016年9月6日、ブレインハウス）

### Webグラビア
- Graphis FIRST GRAVURE 「初脱ぎ娘！」（2016年6月、撮影：福島裕二、グラフィス）

### アダルトグッズ
- あかね葵 女尻（2016年10月24日、EXE/アリスJAPAN）※オナホール